# Правительство Демократической Кампучии
Правительство Демократической Кампучии — правительство Камбоджи (Демократической Кампучии), сформированное в период правления Красных Кхмеров 1975—1979 гг. Образовано в 1976 году вскоре после провозглашения Демократической Кампучии и отставки Нородома Сианука. До этого момента управление страной формально осуществоляло Королевское правительство национального единства (КПНЕК), которое возглавлял Пенн Нут. Ввиду установления тоталитарного коммунистического режима в состав правительства входили исключительно члены Коммунистической партии Кампучии (Ангка), которая на тот момент была правящей и единственной легальной партией в стране.

## Состав
| №  | Должность                                        | Имя | Имя                            | Назначение       | Отставка        | Комментарий                                       |
| -- | ------------------------------------------------ | --- | ------------------------------ | ---------------- | --------------- | ------------------------------------------------- |
| 1. | Председатель Совета министров                    |     | Кхиеу Сампхан (р. 1931) ខៀវសំផន  | 4 апреля 1976    | 14 апреля 1976  | и.о.                                              |
| 1. | Председатель Совета министров                    |     | Пол Пот (1925—1998) សាឡុត ស      | 14 апреля 1976   | 7 января 1979   |                                                   |
| 1. | Председатель Совета министров                    |     | Нуон Чеа (р. 1926) នួន ជា        | 27 сентября 1976 | 25 октября 1976 | и.о. во время «болезни» Пол Пота                  |
| 2. | Вице-премьер — Министр иностранных дел           |     | Иенг Сари (1925—2013) អៀង សារី    | 15 января 1976   | 7 января 1979   |                                                   |
| 3. | Вице-премьер — Министр экономики                 |     | Ворн Вет (1934—1978) វ៉ន វេត     | 14 апреля 1976   | 2 ноября 1978   | Расстрелян в 1978 году по обвинению в гос. измене |
| 4. | Вице-премьер — Министр национальной обороны      |     | Сон Сен (1930—1997) សុន សេន      | 15 января 1976   | 7 января 1979   |                                                   |
| 5. | Вице-премьер — Министр информации и пропаганды   |     | Ху Ним (1932—1977) ហ៊ូនឹម         | 5 мая 1970       | 10 апреля 1977  | Расстрелян в 1977 году по обвинению в гос. измене |
| 5. | Вице-премьер — Министр информации и пропаганды   |     | Юн Ят (1934—1997) ยุน ยัต        | 6 июля 1977      | 7 января 1979   | Назначена после ареста Ху Нима                    |
| 6. | Вице-премьер — Министр народного здравоохранения |     | Тыунн Тыеун (1919—2006) ជូន ជឿន  | 14 апреля 1976   | 7 января 1979   |                                                   |
| 7. | Вице-премьер — Министр социальных дел            |     | Иенг Тирит (1932—2015) អៀង ធីរិទ្ធ | 9 октября 1975   | 7 января 1979   | Супруга Кхиеу Сампхана                            |
| 8. | Вице-премьер — Министр общественных работ        |     | Тоуть Пхыан (1962?—1977) តូច ភឿន | 14 апреля 1976   | 26 янвраля 1977 | Расстрелян в 1977 году по обвинению в гос. измене |
| 9. | Вице-премьер — Министр культуры и образования    |     | Юн Ят (1934—1997) ยุน ยัต        | 9 октября 1975   | 6 июля 1977     | Супруга Сон Сена                                  |

## Секретари зон
| №  | Должность                       | Имя | Имя                         | Назначение | Отставка         | Комментарий                                       |
| -- | ------------------------------- | --- | --------------------------- | ---------- | ---------------- | ------------------------------------------------- |
| 1. | Секретарь Северной зоны         |     | Кой Тхуон (1933—1977) កុយ ធួន | 1965       | 1976             | Расстрелян в 1977 году по обвинению в гос. измене |
| 1. | Секретарь Северной зоны         |     | Ке Пак (1934—2002)          | 1976       | 1977             |                                                   |
| 1. | Секретарь Северной зоны         |     | Канг Чап                    | 1977       | 1978             |                                                   |
| 2. | Секретарь Северо-Восточной зоны |     | Ней Саранн                  |            | 20 сентября 1976 |                                                   |
| 3. | Секретарь Северо-Западной зоны  |     | Нхим Рос                    |            | 1978             | Арестован в 1978 году по обвинению в гос. измене  |
| 4. | Секретарь Восточной зоны        |     | Со Пхим (1925—1978)         | 1975       | 1978             | Покончил жизнь самоубийством в 1978 году          |
| 4. | Секретарь Восточной зоны        |     | Нуон Чеа (р. 1926) នួន ជា     | 1978       | ?                |                                                   |
| 5. | Секретарь Юго-Западной зоны     |     | Та Мок                      |            |                  |                                                   |
| 6. | Секретарь Западной зоны         |     | Чу Чет                      |            | 15 марта 1978    |                                                   |
| 7. | Секретарь Центральной зоны      |     | Ке Пак (1934—2002)          |            |                  |                                                   |